# Siphona floridensis
Siphona floridensis là một loài ruồi trong họ Tachinidae.